# لایوش باتیانی
گراف لایوش باتیانی (مجاری: Gróf Batthyány Lajos؛ تلفظ مجاری: [ˈɡro:f 'bɒc:a:ɲi 'lɒjɔʃ] ()؛ زاده ۱۰ فوریه ۱۸۰۷ - درگذشته ۶ اکتبر ۱۸۴۹) اولین نخست‌وزیر مجارستان بود. او در پوژونْی، مجارستان (اکنون براتیسلاوا) به دنیا آمد و در پایان انقلاب ‎۱۸۴۸–۱۸۴۹ مجارستان در پِست تیرباران شد.

## فعالیت سیاسی

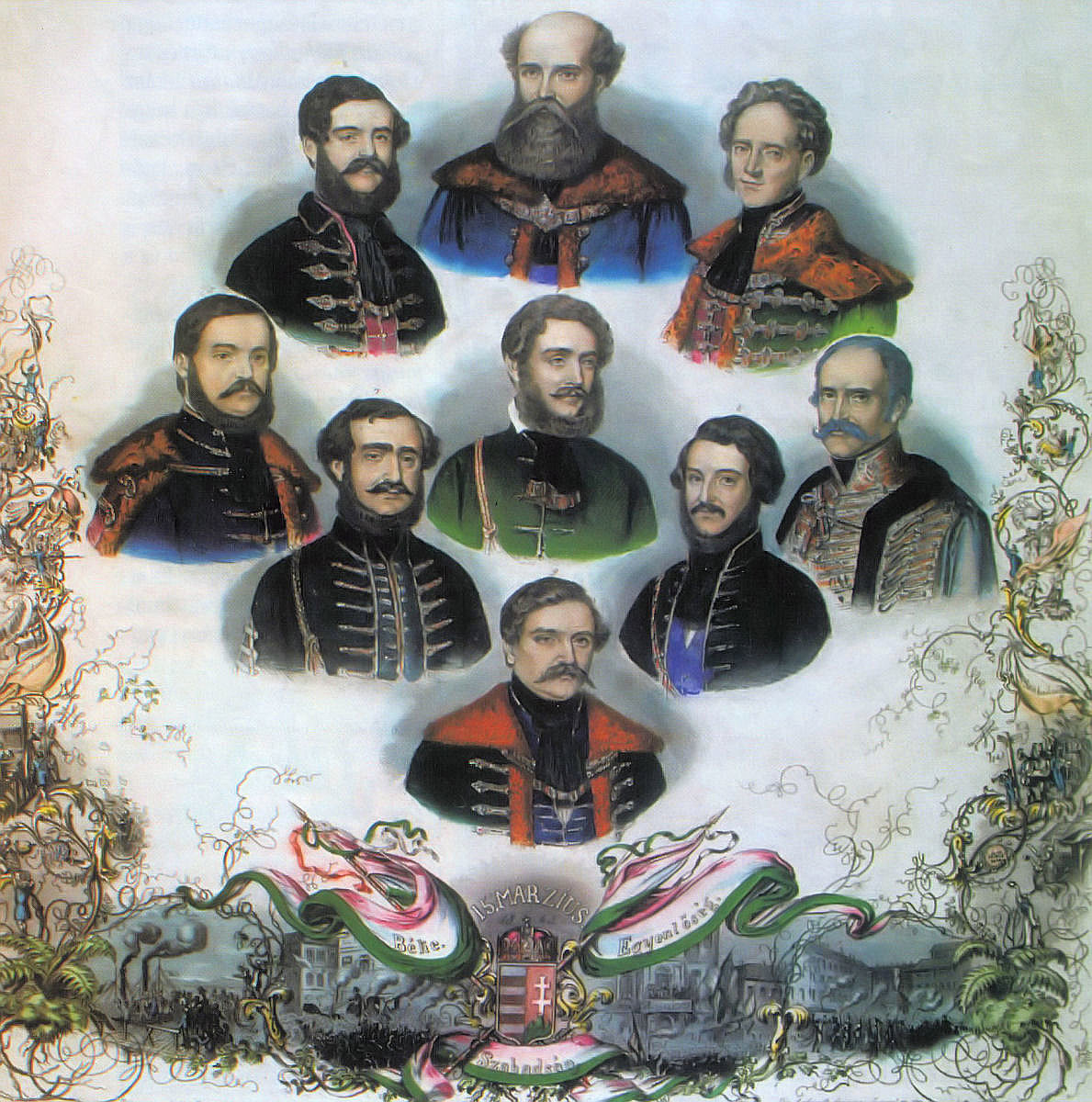
فعالین سیاسی در قرن ۱۹

باتیانی در ‎۱۸۳۹–۱۸۴۰ بیشتر مشغول امور سیاسی و رهبر اپوزسیون در دیت (مجلس شورا) پوژونْی بود. در سالهای ‎۱۸۴۳–۱۸۴۴ رهبری مخالفان در کل پارلمان را بر عهده گرفت و انتقادهایی نیز به امپراتوری اتریش در زمینه سیاست داخلی و خارجی داشت. در همین حین همکاری‌اش را با لایوش کُشوت شروع کرد. بعد از انحلال مجلس در ۱۸۴۵ به پِست برگشت و به ریاست ستاد انتخابات منتخب شد. در ۱۵ مارس ۱۸۴۷ چندین جنبش چپ‌گرا با یکدیگر ائتلاف کردند و باتیانی اولین رئیس این گروه شد. با حمایتهای مادی و معنوی باتیانی از کُشوت، او به نمایندگی پِست به دیت ۱۸۴۷ دست یافت. بعداً باتیانی به ریاست مجلس اعلا و کشوت به ریاست مجلس سفلا رسیدند.

## انقلاب

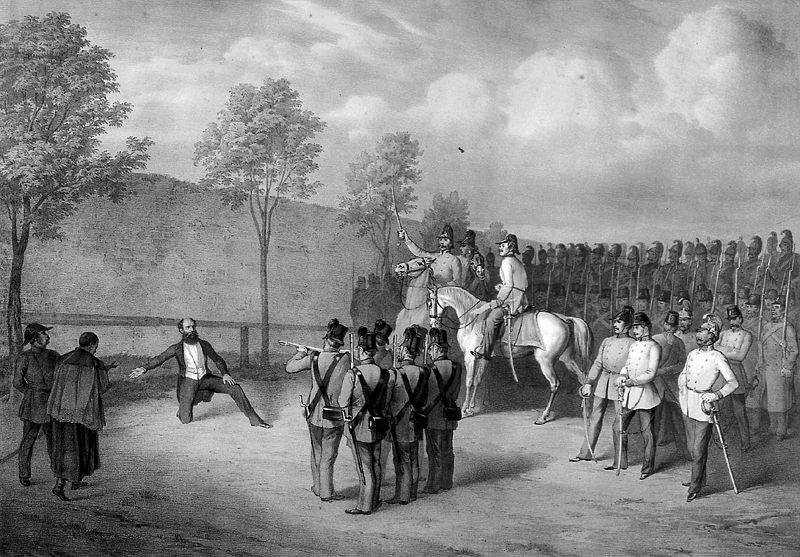
اعدام باتیانی

در ۱۷ مارس ۱۸۴۸ باتیانی در رأس هیئتی به دربار امپراتور فردیناند رفتند، آنها اصرار بر تشکیل دولتی مستقل بر کل قلمرو مجارستان داشتند که با این تصمیم موافقت شد و باتیانی در همان روز تشکیل دولت داد. قدم اول به توافق رسیدن سیاست‌های انقلاب بود و سپس دولت در ۱۱ آوریل وارد مرحله اجرائی شد. با پافشاری او ارتش اتریش تحت قوانین مجارستان برآمده و سربازان وظیفه به میهن بازگردانده شدند. او در نهایت، ارتش انقلابیون مجارستان را سازماندهی کرد. با اینکه او رهبری توانا برای اداره امور بود اما در میانه جدالها بین امپراتوری اتریش و جدائی طلبان رادیکال در واقع وفادار به پادشاهی مشروطه بود و سعی بر حفظ ساختار و قانون اساسی داشت. در کشاکش چندین جنگ با سه جبهه اتریش، کرواسی، و رومانی او کم‌کم متوجه شد که امکان مصالحه با دربار وین را ندارد، و نهایتاً در ۲ اکتبر استعفا کرد.

## دستگیری و اعدام
در ۸ ژانویه ۱۸۴۹ باتیانی را دستگیر و به زندان فرستادند. مجارها چندین بار سعی بر فراری دادنش کردند که نهی کرد چرا که فعالیتهایش را قانونی می‌دانست و معتقد بود دادگاه صلاحیت قانونی ندارد. سرانجام در ۶ اکتبر ۱۸۴۹ او را در پِست بی رمق، به علت بیماری و یک تلاش نافرجام خودکشی در حالی که به جوخه اعدام فریاد برآورد «زنده باد وطن! به هدف، شکارچیان»، تیرباران کردند. در همان روز سیزده ژنرال انقلاب نیز در آراد اعدام شدند که به سیزده شهید آراد معروف هستند.

## یادبودها

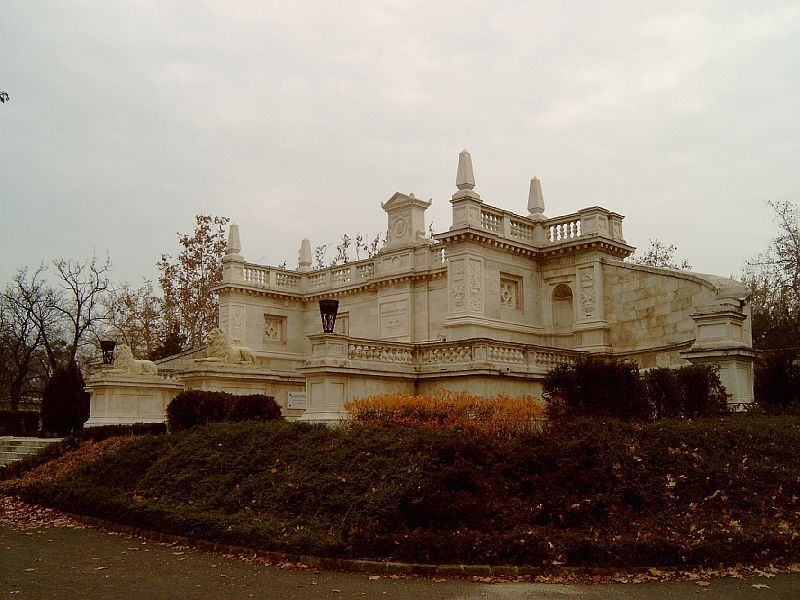
آرامگاه باتیانی در گورستان کرپشی
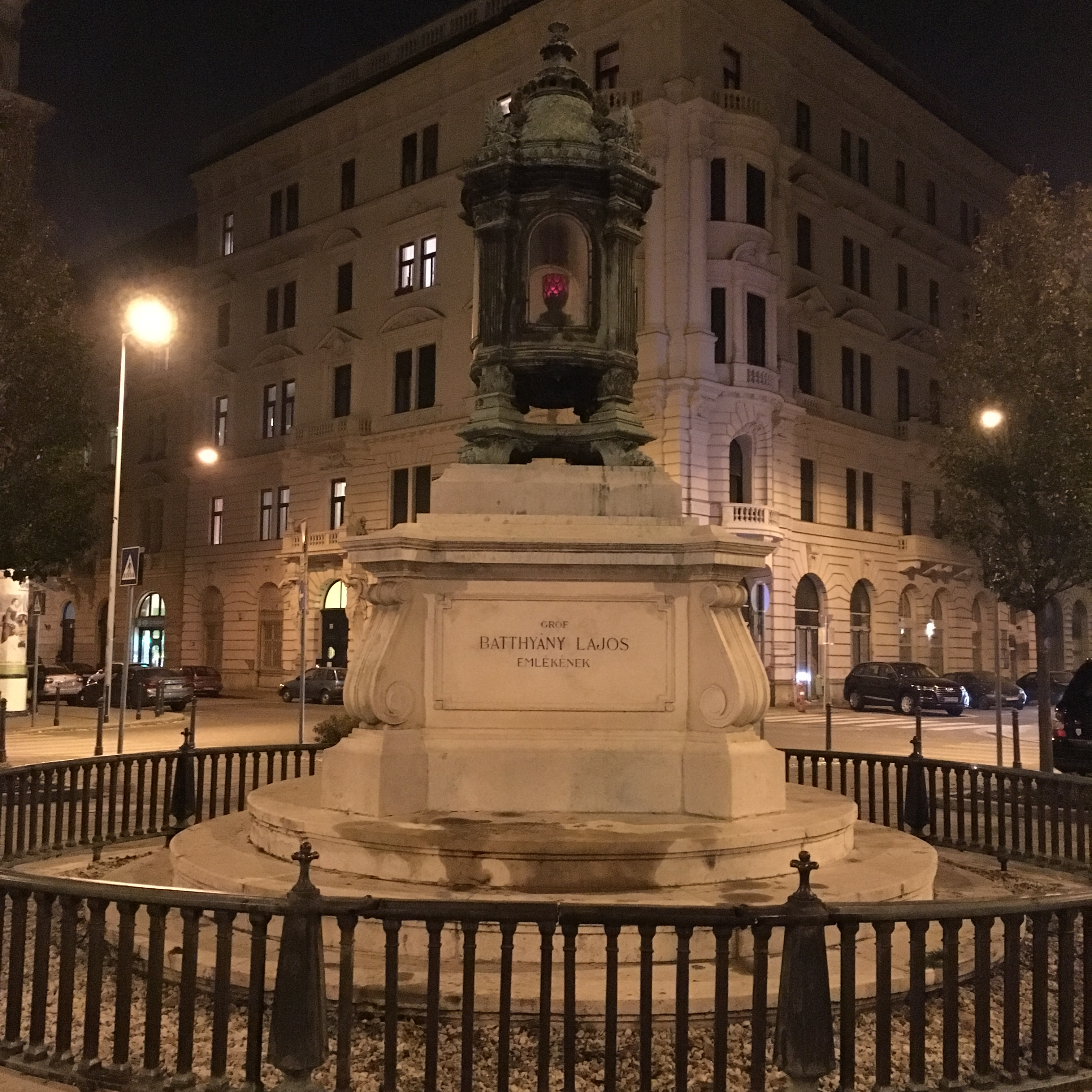
شعله ابدی در اعدام‌گاه باتیانی در لیپوتْواروش، در پست، تقاطع خیابان باتُری و خیابان هولد